# Tepuka
Tepuka ist eine Insel im Nordwesten des Atolls Funafuti, des Haupt-Atolls im Inselstaat Tuvalu im Pazifischen Ozean. „Te puka“ oder „Pouka“ ist der Name der Baumart Hernandia peltata.

## Geographie
Die Insel liegt achtzehn Kilometer westlich von Fongafale, im Nordwesten des Atolls. In der Nähe liegen die Inseln Tepuka Vili Vili (SW) und Te Afualiku (NO). Der Pazifik liegt im Westen der Insel, während sich nach Osten die Funafuti-Lagune „Te Namo“ anschließt. In den letzten Jahren war die Insel starker Erosion ausgesetzt. Te Ava Tepuka und Te Avua Sari sind zwei Passagen durch das Funafuti-Atoll im Nordosten der Insel.
Es gibt einen gut erhaltenen unterirdischen Bunker auf der Insel, der im Pazifikkrieg als Außenposten der amerikanischen Kommunikationseinheiten diente. Der Bunker war verbunden mit dem Funafuti International Airport (military airfield on Fongafale).
Die Insel gehört zum Funafuti Conservation Area, mit einer Fläche von 33 km² mit Riffen, Lagunenfläche und den sechs Motu Tepuka Vili Vili, Fualopa, Fuafatu, Vasafua, Fuagea und Tefala.

## Fauna
Lepidodactylus tepukapili ist eine Art Gecko, die erst 2003 beschrieben wurde und wohl nur auf  Tepuka und Fuagea vorkommt.